# Lüxem
Lüxem ist ein Stadtteil von Wittlich im Landkreis Bernkastel-Wittlich in Rheinland-Pfalz.

## Geographie
Das Dorf Lüxem liegt nördlich der Innenstadt von Wittlich am Rande der Eifel und in der Nähe der Mosel. Der Sterenbach teilt das Ober- und Unterdorf und mündet im Sterenbachsee.

## Geschichte
Lüxem wurde erstmals im Jahre 1023 unter dem Namen „Lukesinga“ in einer besitzrechtlichen Urkunde für die Abtei St. Maximin Trier erwähnt.
Bis zum Ende des 18. Jahrhunderts war Lüxem hoheitlich aufgeteilt zwischen der Grafschaft Blankenheim und Kurtrier, dessen Anteil dem Amt Wittlich zugeordnet war. Die Inbesitznahme des Linken Rheinufers durch französische Revolutionstruppen beendete die alte Ordnung. Der Ort wurde von 1798 bis 1814 Teil der Französischen Republik (bis 1804) und anschließend des Französischen Kaiserreichs. Lüxem wurde dem Kanton Wittlich im Arrondissement Trier des Saardépartements zugeordnet. Nach der Niederlage Napoleons kam das Dorf aufgrund der 1815 auf dem Wiener Kongress getroffenen Vereinbarungen zum Königreich Preußen und gehörte nun zur Bürgermeisterei Wittlich im Kreis Wittlich des Regierungsbezirks Trier, der 1822 Teil der neu gebildeten preußischen Rheinprovinz wurde.
Als Folge des Ersten Weltkriegs war die gesamte Region dem französischen Abschnitt der Alliierten Rheinlandbesetzung zugeordnet. Nach dem Zweiten Weltkrieg wurde Lüxem innerhalb der französischen Besatzungszone Teil des damals neu gebildeten Landes Rheinland-Pfalz.
Im Rahmen der Mitte der 1960er Jahre begonnenen rheinland-pfälzischen Gebiets- und Verwaltungsreform wurde die dahin eigenständige Gemeinde Lüxem am 7. Juni 1969 zusammen mit den Gemeinden Bombogen, Dorf, Neuerburg und Wengerohr in die Stadt Wittlich eingemeindet.
1998 gewann Lüxem beim Bundesentscheid zum Thema „Unser Dorf soll schöner werden“ die Silbermedaille.

## Politik

### Ortsbezirk
Lüxem ist gemäß Hauptsatzung einer von fünf Ortsbezirken der Stadt Wittlich. Die Interessen des Ortsbezirks werden durch einen Ortsbeirat und einen Ortsvorsteher vertreten.

### Ortsbeirat
Der Ortsbeirat von Lüxem besteht aus sieben Mitgliedern, die bei der Kommunalwahl am 9. Juni 2024 in einer personalisierten Verhältniswahl gewählt wurden, und dem ehrenamtlichen Ortsvorsteher als Vorsitzendem.
Die Sitzverteilung im Ortsbeirat:
| Wahl | SPD | CDU | Grüne | FDP | WGS * | Gesamt  |
| ---- | --- | --- | ----- | --- | ----- | ------- |
| 2024 | –   | 5   | –     | –   | 2     | 7 Sitze |
| 2019 | 3   | 4   | –     | –   | –     | 7 Sitze |
| 2014 | 2   | 5   | –     | –   | –     | 7 Sitze |
| 2009 | 1   | 5   | 1     | –   | –     | 7 Sitze |
| 2004 | 2   | 4   | –     | 1   | –     | 7 Sitze |

### Ortsvorsteher
Matthias Linden (CDU) wurde am 3. Juli 2024 Ortsvorsteher von Lüxem. Bei der Direktwahl am 9. Juni 2024 war er als einziger Bewerber mit einem Stimmenanteil von 79,61 % für fünf Jahre gewählt worden.
Frühere Ortsvorsteher von Lüxem:
- 2019–2024 Sebastian Klein (CDU)
- 2004–2019 Peter van der Heyde (CDU)
- 1979–2004 Helmut Konrad
- 1974–1979 Reinhold Roth
- 1969–1974 Josef Schäfer

## Sehenswürdigkeiten
Die Lüxemer Tabakscheunen aus den 1950er Jahren sind die markantesten Sehenswürdigkeiten und befinden sich in Privatbesitz. Einer der Schuppen fiel vor wenigen Jahren einem Brandanschlag zum Opfer.
Im Dorf laden sieben Wegekreuze zu einer Dorfwanderung ein.

## Vereine
- SV Grünewald 1928 e. V.
- Musikverein Lüxem
- Dorfverein Lüxem